# Castilho (ort)
Castilho är en ort i Brasilien.   Den ligger i kommunen Castilho och delstaten São Paulo, i den södra delen av landet, 700 km sydväst om huvudstaden Brasília. Castilho ligger 382 meter över havet och antalet invånare är 11 419.
Terrängen runt Castilho är platt. Närmaste större samhälle är Andradina, 11,5 km öster om Castilho.
Omgivningarna runt Castilho är huvudsakligen savann. Runt Castilho är det ganska tätbefolkat, med 60 invånare per kvadratkilometer.